# ガセリ菌SP株
ラクトバチルス・ガセリＳＢＴ2055株（Lactobacillus gasseri SBT2055）は乳酸菌の一種で、グラム陽性桿菌のラクトバチルス属ガセリ菌の菌株の一つである。悪玉菌を抑え腸内環境を整えるいわゆる善玉菌であり、日本人由来のプロバイオティクス乳酸菌として、雪印メグミルク株式会社の商品に使用されている。

## 概要
雪印メグミルク株式会社のミルクサイエンス研究所が人の腸から分離培養した乳酸菌。「SP株」は雪印メグミルク株式会社が付けた通称（「スノープロバイオティクス」の略、スノーは雪印から）。
胃酸や胆汁に強く、生きたまま腸に届いて腸管内に定住することが確認されている。整腸作用のほかに、コレステロールの低下作用、生体内抗酸化作用などの健康効果も研究・発表されている。
雪印メグミルク株式会社が製造販売するヨーグルト「ナチュレ恵 megumi」シリーズに含有されている。一部商品を除きビフィズス菌SP株とあわせて配合されているが、これはガセリ菌は小腸に多く存在するとされるため、大腸に住む代表的な菌であるビフィズス菌と組み合わせることで健康効果を狙ったものである。

## 腸への定着性
2001年、経口摂取した菌がヒト腸管内で定住することを示す論文が世界で初めて発表された。ガセリ菌SP株を1日1回7日間摂取後、90日が経過しても半数の人の糞便からガセリ菌SP株の生菌が検出された。

## 内臓脂肪低減効果
2009年、日本乳酸菌学会で雪印乳業と日本ミルクコミュニティ、九州大学らの研究グループにより、ガセリ菌SP株に内臓脂肪低減効果があると発表された。肥満傾向にある人が12週間摂取した結果、内臓脂肪量が有意に減少。皮下脂肪面積、体重、BMI、ウエスト周囲径、ヒップ周囲径も減少。ガセリ菌SP株を機能性関与成分とし、内臓脂肪低減効果を表示した商品が機能性表示食品などで販売されている。